# Cladomelea ornata
Cladomelea ornata là một loài nhện trong họ Araneidae.
Loài này thuộc chi Cladomelea. Cladomelea ornata được Arthur Stanley Hirst miêu tả năm 1907.